# Oinasjärvi (sjö i Egentliga Finland)
Oinasjärvi är en sjö i Finland. Den ligger i Sommarnäs i Somero stad i landskapet Egentliga Finland, i den södra delen av landet, 70 km nordväst om huvudstaden Helsingfors. Oinasjärvi ligger 69,6 meter över havet. Arean är 1 kvadratkilometer och strandlinjen är 6,54 kilometer lång. Sjön  ingår i Karisåns huvudavrinningsområde.   I omgivningarna runt Oinasjärvi växer i huvudsak blandskog.